# Osredek pri Zrečah
Osredek pri Zrečah (Duits: Redegg) is een plaats in Slovenië en maakt deel uit van de gemeente Zreče in de NUTS-3-regio Savinjska. De plaats telde 118 inwoners op 1 januari 2020.